# Mario Montesanto
Mario Montesanto (Venezia, 11 agosto 1909 – Castel San Pietro Terme, 29 marzo 1987) è stato un calciatore e allenatore di calcio italiano.

## Carriera

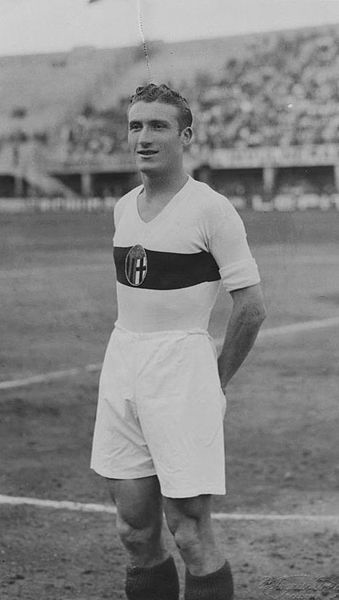
Montesanto con la maglia del Bologna nel 1932

Cresciuto calcisticamente nel Venezia, nel 1930 approdò in giovane età al Bologna dove rimase per dodici stagioni, collezionando 280 presenze e realizzando 10 reti.
Cresciuto calcisticamente nel Venezia, nel 1930 approdò in giovane età al Bologna dove rimase per dodici stagioni, collezionando 280 presenze e realizzando 10 reti.
Nel ruolo di mediano costituì, insieme a Francisco Fedullo, Amedeo Biavati, Raffaele Sansone, Michele Andreolo e altri, il perno della squadra "che tremare il mondo fa". Rimase a Bologna come calciatore fino alla stagione 1941-1942, per poi dedicarsi alla carriera di tecnico della stessa compagine nella successiva stagione, subentrando a Hermann Felsner. Fisico possente, era un laterale di tecnica e grinta, molto forte nel gioco aereo. Durante le stagioni di militanza nelle file rossoblù vinse quattro scudetti e, in campo internazionale, due Coppe dell'Europa Centrale.
Montesanto collezionò 6 presenze in Nazionale B e 3 presenze in Nazionale A, con cui ha giocò le amichevoli Italia-Francia (2-1) del 17 febbraio 1935 ed Italia-Svizzera (4-2) del 25 ottobre 1936. L'anno precedente - precisamente il 25 marzo 1934 - Montesanto partecipò per intero alla partita Italia-Grecia (4-0), valida per la qualificazione ai Mondiali di Calcio dello stesso anno, poi vinti dalla squadra italiana. Montesanto non venne convocato da Vittorio Pozzo per partecipare alle 5 partite successive della fase finale del torneo, tuttavia la partecipazione alla gara di qualificazione contro la Grecia gli valse l'attribuzione del titolo mondiale.
Il secondo conflitto mondiale segnò la fine del suo legame professionale con il mondo del calcio, di cui restò, negli anni successivi al dopoguerra, solo fedele e distaccato spettatore, contrariamente a quanto fecero molti suoi ex compagni di squadra, divenuti poi consulenti e tecnici di club.
È scomparso il 29 marzo 1987 a Castel San Pietro Terme, cittadina dell'hinterland bolognese.

## Statistiche

### Cronologia presenze e reti in Nazionale
| Cronologia completa delle presenze e delle reti in nazionale ― Italia | Cronologia completa delle presenze e delle reti in nazionale ― Italia | Cronologia completa delle presenze e delle reti in nazionale ― Italia | Cronologia completa delle presenze e delle reti in nazionale ― Italia | Cronologia completa delle presenze e delle reti in nazionale ― Italia | Cronologia completa delle presenze e delle reti in nazionale ― Italia | Cronologia completa delle presenze e delle reti in nazionale ― Italia | Cronologia completa delle presenze e delle reti in nazionale ― Italia |
| Data                                                                  | Città                                                                 | In casa                                                               | Risultato                                                             | Ospiti                                                                | Competizione                                                          | Reti                                                                  | Note                                                                  |
| --------------------------------------------------------------------- | --------------------------------------------------------------------- | --------------------------------------------------------------------- | --------------------------------------------------------------------- | --------------------------------------------------------------------- | --------------------------------------------------------------------- | --------------------------------------------------------------------- | --------------------------------------------------------------------- |
| 17-2-1935                                                             | Roma                                                                  | Italia                                                                | 2 – 1                                                                 | Francia                                                               | Amichevole                                                            | -                                                                     |                                                                       |
| 25-10-1936                                                            | Milano                                                                | Italia                                                                | 4 – 2                                                                 | Svizzera                                                              | Coppa Internazionale                                                  | -                                                                     |                                                                       |
| Totale                                                                |                                                                       | Presenze                                                              | 2                                                                     |                                                                       | Reti                                                                  | 0                                                                     |                                                                       |

## Palmarès

### Giocatore

#### Club

##### Competizioni nazionali
- Campionato italiano: 4

Bologna: 1935-1936, 1936-1937, 1938-1939, 1940-1941

##### Competizioni internazionali
- Coppa dell'Europa Centrale: 2

Bologna: 1932, 1934
- Torneo Internazionale dell'Expo Universale di Parigi 1937: 1

Bologna: 1937